# Dans un camion rouge
Pour plus de détails, voir Fiche technique et Distribution.
Dans un camion rouge est un documentaire français réalisé par Patrice Chagnard et sorti en 2006.
Il relate la vie des sapeurs-pompiers en France. Il a été tourné sur des faits réels, au centre de secours de Vizille (Isère).

## Fiche technique
- Titre : Dans un camion rouge
- Réalisation : Patrice Chagnard
- Scénario : Patrice Chagnard
- Musique : Richard Galliano
- Photographie : Laurent Didier
- Montage : Dominique Faysse
- Production : Denis Freyd
- Sociétés de production : Archipel 35, FM2B Productions et Canal+
- Société de distribution : Diaphana Films
- Pays :  France
- Genre : documentaire
- Durée : 96 minutes
- Date de sortie : France - 4 janvier 2006